# SILVER (動畫製作公司)
有限公司SILVER（日语：有限会社シルバー）是日本一家位於東京都練馬區的遊戲與動畫製作公司。成立於2001年。

## 沿革
創立人井田和行以前以製作進行一職活躍於日昇動畫、STUDIO DEEN、SILENCE的各種業務，1999年離開SILENCE後，2000年出發（至於經緯請參照SILENCE (遊戲公司)#社歷）。而且一些工作人員在井田的支持下也跟著離開SILENCE。
公司成立之後，當初以開發成人遊戲為主（但是發行則是委託其它的公司），稍早1999年12月17日發行的出道作品《Anxious ～悠久的記憶～》（由於是離開SILENCE並在建立SILENCE之前負責開發的工作人員，因此在實質上這是一部出道作品）以降也開發了各種作品，直到2002年12月6日發行的停止了遊戲開發的業務。並刪除了所有跟成人遊戲相關的網站資料，轉型成協助其它公司完成統包動畫作品。2004年以OVA《小茜的狂熱追求者》首度投入動畫的統包獨立製作。
在多數動畫作品的場合下使用、「st」、表示。

## 主要作品

### 成人遊戲
括弧內為發行廠商。

#### 通常開發
- Anxious ～悠久的記憶～（Crime）
- 花譜 -調君-（AniSeed（日语：スペースプロジェクト））
- 重裝皇女金屬公主（日语：重装皇女メタルプリンセス）（AniSeed）
- （AniSeed）
- 奏 --（Purple）
- 天使們的午後 SEASON 2001（Purple）
- （Purple software）
- 海（mirage）
- （Check-Point）

#### 負責背景
- （MOONSTONE）
- 夜明前的琉璃色（AUGUST）
- FORTUNE ARTERIAL（AUGUST）
- 死神之吻乃離別之味（ALcot Citrus）
- 實妹相伴的大泉君（ALcot Honey）

#### 動畫製作
- 夏色小町（日语：夏色小町）（Purple software）
- （Purple software）
- Muv-Luv（âge）
- Muv-Luv Alternative（âge）
- （Purple software）
- 裝甲惡鬼村正（Nitro+）
- （Jellyfish（日语：ジェリーフィッシュ (ゲームメーカー)））

### 一般遊戲
- QTS：SD動畫、上色協力
- 安琪莉可 Etoile（日语：アンジェリーク エトワール）：SD角色協力
- 汝子校戰艦：協力

### 電視動畫
- 你所期望的永遠：企劃製作
- 魔法少女奈葉系列：動畫製作協力
- DOG DAYS：動畫製作協力
- 翻轉☆少女：動畫製作協力
- 終結的熾天使：動畫製作協力
- 紅殼的潘朵拉：動畫製作協力
- 少女編號：動畫製作協力
- Regalia 三聖星 The Three Sacred Stars：動畫製作協力
- 終末的伊澤塔：動畫製作協力
- 我們真的學不來！：動畫製作（與ARVO ANIMATION共同）
- 16bit的感動 ANOTHER LAYER：動畫製作

### OVA
- 小茜的狂熱追求者（日语：アカネマニアックス〜流れ星伝説剛田〜）：動畫製作
- 俺彼女信！：動畫製作
- OAD：動畫製作
- ！ 高嶺華幼理由：製作

### 電影動畫
- 魔法少女奈葉 The MOVIE 1st

## 相關人物
- 井田和行
- 伊藤浩
- 奧田泰弘
- 佐佐木政勝（日语：佐々木政勝）
- 松竹德幸（日语：松竹徳幸）
- 守岡英行（日语：守岡英行）
- 山本浩憲
- 吉成鋼（日语：吉成鋼）
- 伊集院
- 小堤悠香
- 增喜美和子

## 相關項目
- SILENCE (遊戲公司)（日语：サイレンス (ゲーム会社)）

## 外部連結
- 有限公司SILVER官方網站 （页面存档备份，存于） （日語）